# Сент-Роуз (Луїзіана)
Сент-Роуз (англ. St. Rose) — переписна місцевість (CDP) в США, в окрузі Сент-Чарлз штату Луїзіана. Населення — 7504 особи (2020).

## Географія
Сент-Роуз розташований за координатами 29°57′42″ пн. ш. 90°18′34″ зх. д. / 29.96167° пн. ш. 90.30944° зх. д. (29.961733, -90.309344).  За даними Бюро перепису населення США в 2010 році переписна місцевість мала площу 19,31 км², з яких 16,39 км² — суходіл та 2,92 км² — водойми.

## Демографія
Згідно з переписом 2010 року, у переписній місцевості мешкали 8122 особи в 2870 домогосподарствах у складі 2144 родин. Густота населення становила 421 особа/км².  Було 3057 помешкань (158/км²).
Расовий склад населення:
| - 50,4 % — білих - 42,9 % — чорних або афроамериканців - 1,3 % — азіатів - 0,2 % — корінних американців - 3,3 % — осіб інших рас |

До двох чи більше рас належало 1,8 %. Частка іспаномовних становила 9,5 % від усіх жителів.
За віковим діапазоном населення розподілялося таким чином: 27,9 % — особи молодші 18 років, 63,4 % — особи у віці 18—64 років, 8,7 % — особи у віці 65 років та старші. Медіана віку мешканця становила 34,2 року. На 100 осіб жіночої статі у переписній місцевості припадало 94,5 чоловіків;  на 100 жінок у віці від 18 років та старших — 90,5 чоловіків також старших 18 років.
Середній дохід на одне домашнє господарство  становив 62 242 долари США (медіана — 50 204), а середній дохід на одну сім'ю — 68 881 долар (медіана — 52 623). Медіана доходів становила 44 114 долари для чоловіків та 37 756 доларів для жінок. За межею бідності перебувало 16,5 % осіб, у тому числі 16,4 % дітей у віці до 18 років та 22,5 % осіб у віці 65 років та старших.
Цивільне працевлаштоване населення становило 4001 особа. Основні галузі зайнятості: освіта, охорона здоров'я та соціальна допомога — 26,7 %, будівництво — 13,4 %, роздрібна торгівля — 12,9 %.